# 퍼미시브 라이선스
퍼미시브 라이선스(permissive license)는 종종 퍼미시브 소프트웨어 라이선스(permissive software license) 또는 유니버설 퍼미시브 라이선스(universal permissive license) 로 불린다.
이 라이선스의 주요한 입장은 오픈 소스 라이선스의 테두리안에서 GPL처럼 강한 카피레프트성격을 갖지 않는 완화된 최소한의 오픈 소스 성격만을 보장하는 것을 허용하는 오픈 소스 라이선스 (때로 BSD 라이선스 또는 BSD 스타일 라이선스라고도 함)이다.
따라서, 퍼미시브 라이선스는 강한 카피레프트 라이선스가 가질수없는 독점적 저작권과 오픈 소스가 동시에 존재할 수 있는 성질의 라이선스이기 때문에 독점적 저작권과 오픈 소스의 양립을 동시에 허용할 수 있는 라이선스이다. 이것은 기업들이 강한 카피레프트 라이선스보다는 퍼미시브 라이선스 계열의 오픈 소스 라이선스를 선택하는 이유 중 하나이다.
퍼미시브 라이선스는 소프트웨어를 재배포할 수 있는 방법에 대한 최소한의 요구 사항이 있는 OSS 소프트웨어 라이선스이다. 예를 들면 MIT 라이선스, BSD 라이선스 및 아파치 라이선스가 있다. 2016년 기준으로, 가장 인기있는 OSS 라이선스는 퍼미시브 라이선스 계열의 MIT 라이선스이다.

## 같이 보기
- 저작권 (카피라이트)
- 다중 라이선스